# 1990 en journalisme
Cet article présente les faits marquants de l'année 1990 en journalisme.

## Évènements
- Création de l'hebdomadaire Courrier international[1].